# Copa del Món d'esquí alpí femenina per especialitats
Campiones femenines de la Copa del Món d'esquí alpí per especialitats.

## Palmarès
| Any  | Descens                       | Super Gegant          | Eslàlom Gegant                   | Eslàlom                           | Combinada                         |
| ---- | ----------------------------- | --------------------- | -------------------------------- | --------------------------------- | --------------------------------- |
| 1967 | Marielle Goitschel            | --                    | Nancy Greene                     | Marielle Goitschel · Annie Famose | --                                |
| 1968 | Isabelle Mir · Olga Pall      | --                    | Nancy Greene                     | Marielle Goitschel                | --                                |
| 1969 | Wiltrud Drexel                | --                    | Marilyn Cochran                  | Gertrud Gabl                      | --                                |
| 1970 | Isabelle Mir                  | --                    | Françoise Macchi · Michèle Jacot | Ingrid Lafforgue                  | --                                |
| 1971 | Annemarie Moser-Pröll         | --                    | Annemarie Moser-Pröll            | Britt Lafforgue · Betsy Clifford  | --                                |
| 1972 | Annemarie Moser-Pröll         | --                    | Annemarie Moser-Pröll            | Britt Lafforgue                   | --                                |
| 1973 | Annemarie Moser-Pröll         | --                    | Monika Kaserer                   | Patricia Emonet                   | Monika Kaserer                    |
| 1974 | Annemarie Moser-Pröll         | --                    | Hanni Wenzel                     | Christa Zechmeister               | --                                |
| 1975 | Annemarie Moser-Pröll         | --                    | Annemarie Moser-Pröll            | Lise-Marie Morerod                | --                                |
| 1976 | Brigitte Totschnig            | --                    | Lise-Marie Morerod               | Rosi Mittermaier                  | Rosi Mittermaier                  |
| 1977 | Brigitte Totschnig            | --                    | Lise-Marie Morerod               | Lise-Marie Morerod                | --                                |
| 1978 | Annemarie Moser-Pröll         | --                    | Lise-Marie Morerod               | Hanni Wenzel                      | Lise-Marie Morerod                |
| 1979 | Annemarie Moser-Pröll         | --                    | Christa Kinshofer                | Regina Sackl                      | Christa Kinshofer                 |
| 1980 | Marie-Theres Nadig            | --                    | Hanni Wenzel                     | Perrine Pelen                     | Hanni Wenzel                      |
| 1981 | Marie-Theres Nadig            | --                    | Tamara McKinney                  | Erika Hess                        | Marie-Theres Nadig                |
| 1982 | Marie-Cécile Gros-Gaudenier   | --                    | Irene Epple                      | Erika Hess                        | Irene Epple                       |
| 1983 | Doris de Agostini             | --                    | Tamara McKinney                  | Erika Hess                        | Hanni Wenzel                      |
| 1984 | Maria Walliser                | --                    | Erika Hess                       | Tamara McKinney                   | Erika Hess                        |
| 1985 | Michela Figini · Marina Kiehl | --                    | Michela Figini                   | Erika Hess                        | Brigitte Oertli                   |
| 1986 | Maria Walliser                | Marina Kiehl          | Vreni Schneider                  | Erika Hess · Roswitha Steiner     | Maria Walliser                    |
| 1987 | Michela Figini                | Maria Walliser        | Vreni Schneider · Maria Walliser | Corinne Schmidhauser              | Brigitte Oertli                   |
| 1988 | Michela Figini                | Michela Figini        | Mateja Svet                      | Roswitha Steiner                  | Brigitte Oertli                   |
| 1989 | Michela Figini                | Carole Merle          | Vreni Schneider                  | Vreni Schneider                   | Brigitte Oertli                   |
| 1990 | Katharina Gutensohn           | Carole Merle          | Vreni Schneider                  | Vreni Schneider                   | Anita Wachter                     |
| 1991 | Chantal Bournissen            | Carole Merle          | Vreni Schneider                  | Petra Kronberger                  | Sabine Ginther · Florence Masnada |
| 1992 | Katja Seizinger               | Carole Merle          | Carole Merle                     | Vreni Schneider                   | Sabine Ginther                    |
| 1993 | Katja Seizinger               | Katja Seizinger       | Carole Merle                     | Vreni Schneider                   | Anita Wachter                     |
| 1994 | Katja Seizinger               | Katja Seizinger       | Anita Wachter                    | Vreni Schneider                   | Pernilla Wiberg                   |
| 1995 | Picabo Street                 | Katja Seizinger       | Vreni Schneider                  | Vreni Schneider                   | Pernilla Wiberg                   |
| 1996 | Picabo Street                 | Katja Seizinger       | Martina Ertl                     | Elfi Eder                         | Anita Wachter                     |
| 1997 | Renate Götschl                | Hilde Gerg            | Deborah Compagnoni               | Pernilla Wiberg                   | Pernilla Wiberg                   |
| 1998 | Katja Seizinger               | Katja Seizinger       | Martina Ertl                     | Ylva Nowen                        | Hilde Gerg                        |
| 1999 | Renate Götschl                | Alexandra Meissnitzer | Alexandra Meissnitzer            | Sabine Egger                      | Hilde Gerg                        |
| 2000 | Regina Häusl                  | Renate Götschl        | Michaela Dorfmeister             | Špela Pretnar                     | Renate Götschl                    |
| 2001 | Isolde Kostner                | Régine Cavagnoud      | Sonja Nef                        | Janica Kostelić                   | Janica Kostelić                   |
| 2002 | Isolde Kostner                | Hilde Gerg            | Sonja Nef                        | Laure Péquegnot                   | Renate Götschl                    |
| 2003 | Michaela Dorfmeister          | Carole Montillet      | Anja Pärson                      | Janica Kostelić                   | Janica Kostelić                   |
| 2004 | Renate Götschl                | Renate Götschl        | Anja Pärson                      | Anja Pärson                       | --                                |
| 2005 | Renate Götschl                | Michaela Dorfmeister  | Tanja Poutiainen                 | Tanja Poutiainen                  | Janica Kostelić                   |
| 2006 | Michaela Dorfmeister          | Michaela Dorfmeister  | Anja Pärson                      | Janica Kostelić                   | Janica Kostelić                   |
| 2007 | Renate Goetschl               | Renate Goetschl       | Nicole Hosp                      | Marlies Schild                    | Marlies Schild                    |
| 2008 | Lindsey Vonn                  | Maria Riesch          | Denise Karbon                    | Marlies Schild                    | Maria Riesch                      |
| 2009 | Lindsey Vonn                  | Lindsey Vonn          | Tanja Poutiainen                 | Maria Riesch                      | Anja Pärson                       |
| 2010 | Lindsey Vonn                  | Lindsey Vonn          | Kathrin Hölzl                    | Maria Riesch                      | Lindsey Vonn                      |
| 2011 | Lindsey Vonn                  | Lindsey Vonn          | Viktoria Rebensburg              | Marlies Schild                    | Lindsey Vonn                      |
| 2012 | Lindsey Vonn                  | Lindsey Vonn          | Viktoria Rebensburg              | Marlies Schild                    | Lindsey Vonn                      |
| 2013 | Lindsey Vonn                  | Tina Maze             | Tina Maze                        | Mikaela Shiffrin                  | Tina Maze                         |
| 2014 | Maria Höfl-Riesch             | Lara Gut              | Anna Fenninger                   | Mikaela Shiffrin                  | Marie-Michele Gagnon              |
| 2015 | Lindsey Vonn                  | Lindsey Vonn          | Anna Fenninger                   | Mikaela Shiffrin                  | Anna Fenninger                    |
| 2016 | Lindsey Vonn                  | Lara Gut              | Eva-Maria Brem                   | Frida Hansdotter                  | Wendy Holdener                    |
| 2017 | Ilka Stuhec                   | Tina Weirather        | Tessa Worley                     | Mikaela Shiffrin                  | Ilka Stuhec                       |
| 2018 | Soffia Goggia                 | Tina Weirather        | Viktoria Rebensburg              | Mikaela Shiffrin                  | Wendy Holdener                    |
| 2019 | Nicole Schmidhofer            | Mikaela Shiffrin      | Mikaela Shiffrin                 | Mikaela Shiffrin                  | Federica Brignone                 |
| 2020 | Corinne Suter                 | Corinne Suter         | Federica Brignone                | Petra Vlhova                      | Federica Brignone                 |
| 2021 | Soffia Goggia                 | Lara Gut-Behrami      | Marta Bassino                    | Katharina Liensberger             | -                                 |
| 2022 | Soffia Goggia                 | Federica Brignone     |                                  | Petra Vlhova                      | -                                 |